# Konrad Domański
Konrad Domański (5 de mayo de 2002) es un deportista polaco que compite en remo. Ganó una medalla de bronce en el Campeonato Europeo de Remo de 2025, en la prueba de cuatro scull.

## Palmarés internacional
| Campeonato Europeo | Campeonato Europeo | Campeonato Europeo | Campeonato Europeo |
| Año                | Lugar              | Medalla            | Prueba             |
| ------------------ | ------------------ | ------------------ | ------------------ |
| 2025               | Plovdiv (Bulgaria) | Medalla de bronce  | Cuatro scull       |